# Kazimierz-Wyka-Preis
Der Kazimierz-Wyka-Preis (polnisch Nagroda Marszałka Województwa Małopolskiego i Prezydenta Miasta Krakowa im. Kazimierza Wyki) ist eine bedeutende polnische Auszeichnung für Essayistik, Literatur- und Kunstkritik. Sie wird vom Woiwodschaftsmarschall von Kleinpolen und dem Stadtpräsidenten von Krakau für das Gesamtwerk verliehen. Die Höhe der Dotierung wird alljährlich in Abhängigkeit vom Budget der Woiwodschaft Kleinpolens neu bestimmt.

## Geschichte
Kurz nach dem Tod des Literaturkritikers und Universitätsprofessors Kazimierz Wyka 1975 wandte sich der damalige Vorsitzende des Krakauer Literaturverbandes Jan Pieszczachowicz an den Stadtpräsidenten von Krakau mit der Bitte, einen Preis für Literaturkritik einzurichten. 1980 wurde der Preis erstmals verliehen. Nach dem Ausruf des Kriegsrechts wurde die Verleihung für zwei Jahre unterbrochen und 1984 wieder aufgenommen. Nach administrativen Änderungen 1989 wurde der Preis in den folgenden zehn Jahren nun vom Wojewoden von Kleinpolen und dem Stadtpräsidenten von Krakau überreicht. Im Zuge der erneuten Verwaltungsreformen von 1999 wurde der Preis von 2000 bis 2003 nur vom Woiwodschaftsmarschall von Kleinpolen verliehen.

## Jury
Die Jury setzt sich aus Vertretern des intellektuell-künstlerischen Milieus aus Kleinpolen zusammen. Zudem hat seit 2009 der Preisträger des Vorjahres ein Anrecht auf eine einjährige Mitgliedschaft.
Die Jury setzte sich 2018 aus folgenden Mitgliedern zusammen: Krystyna Czerni, Stanisław Dziedzic, Jarosław Fazan, Tomasz Fiałkowski, Ryszard Koziołek, Krzysztof Markiel, Tadeusz Nyczek, Katarzyna Olesiak, Jan Pieszczachowicz, Marian Stala, Marta Wyka und Franciszek Ziejka.

## Preisträger
- 1980: Jerzy Kwiatkowski
- 1981: Jan Błoński
- 1982: keine Verleihung
- 1983: keine Verleihung
- 1984: Zygmunt Greń
- 1985: Marian Stępień
- 1986: Leszek Bugajski
- 1987: Stanisław Burkot
- 1988: keine Verleihung
- 1989: Franciszek Ziejka
- 1990: keine Verleihung
- 1991: Jerzy Jarzębski
- 1992: Stanisław Balbus
- 1993: Zbigniew Herbert
- 1994: Włodzimierz Maciąg
- 1995: Mieczysław Porębski
- 1996: Jan Pieszczachowicz
- 1997: Jacek Łukasiewicz
- 1998: Marian Stala
- 1999: keine Verleihung
- 2000: Tadeusz Nyczek
- 2001: Maria Janion
- 2002: Michał Głowiński
- 2003: Jan Prokop
- 2004: Przemysław Czapliński
- 2005: Teresa Walas
- 2006: Aleksander Fiut
- 2007: Włodzimierz Bolecki
- 2008: Piotr Śliwiński
- 2009: Marek Zaleski
- 2010: Krzysztof Uniłowski
- 2011: Michał Paweł Markowski
- 2012: Krystyna Czerni
- 2013: Andrzej Franaszek
- 2014: Małgorzata Szpakowska
- 2015: Andrzej Mencwel
- 2016: Edward Balcerzan
- 2017: Ryszard Koziołek
- 2018: Małgorzata Łukasiewicz
- 2019: Jacek Leociak
- 2020: Janusz Drzewucki
- 2021: Maria Poprzęcka